# Casbia tanaoctena
Casbia tanaoctena är en fjärilsart som beskrevs av Turner 1947. Casbia tanaoctena ingår i släktet Casbia och familjen mätare. Inga underarter finns listade i Catalogue of Life.